# François Gonon
François Gonon, född 23 april 1979. Fransk orienterare.
Han har tagit totalt nio mästerskapsmedaljer, varav sju i stafett. Tävlar för IFK Göteborg.